# Соррадиле
Соррадиле (итал. Sorradile) — коммуна в Италии, располагается в регионе Сардиния, в провинции Ористано.
Население составляет 497 человек (2008 г.), плотность населения составляет 18 чел./км². Занимает площадь 28 км². Почтовый индекс — 9080. Телефонный код — 0783.
Покровителем коммуны почитается святой Себастьян, празднование 20 января.

## Демография
Динамика населения:

## Администрация коммуны
- Официальный сайт: http://www.comune.sorradile.or.it/